# Antanas Baranauskas
Antanas Baranauskas (în latină: Antonius Baranovski, în poloneză: Antoni Baranowski) (n. 17 ianuarie 1835 - d. 26 noiembrie 1902) a fost poet lituanian.
A utilizat pseudonimele: A.B., Bangputys, Jurksztas Smalaūsis, Jurkštas Smalaūsis, and Baronas.
A scris poezii și în poloneză.

## Opera
În versurile sale sunt evocate frumusețile naturii, legendele și cântecele populare, dar și aspirația către libertate a poporului.
Cel mai celebru poem al său este Pădurea din Anykščiai ("Anykščių šilelis") (1858), capodoperă a literaturii lituaniene.